# Sincronia labial

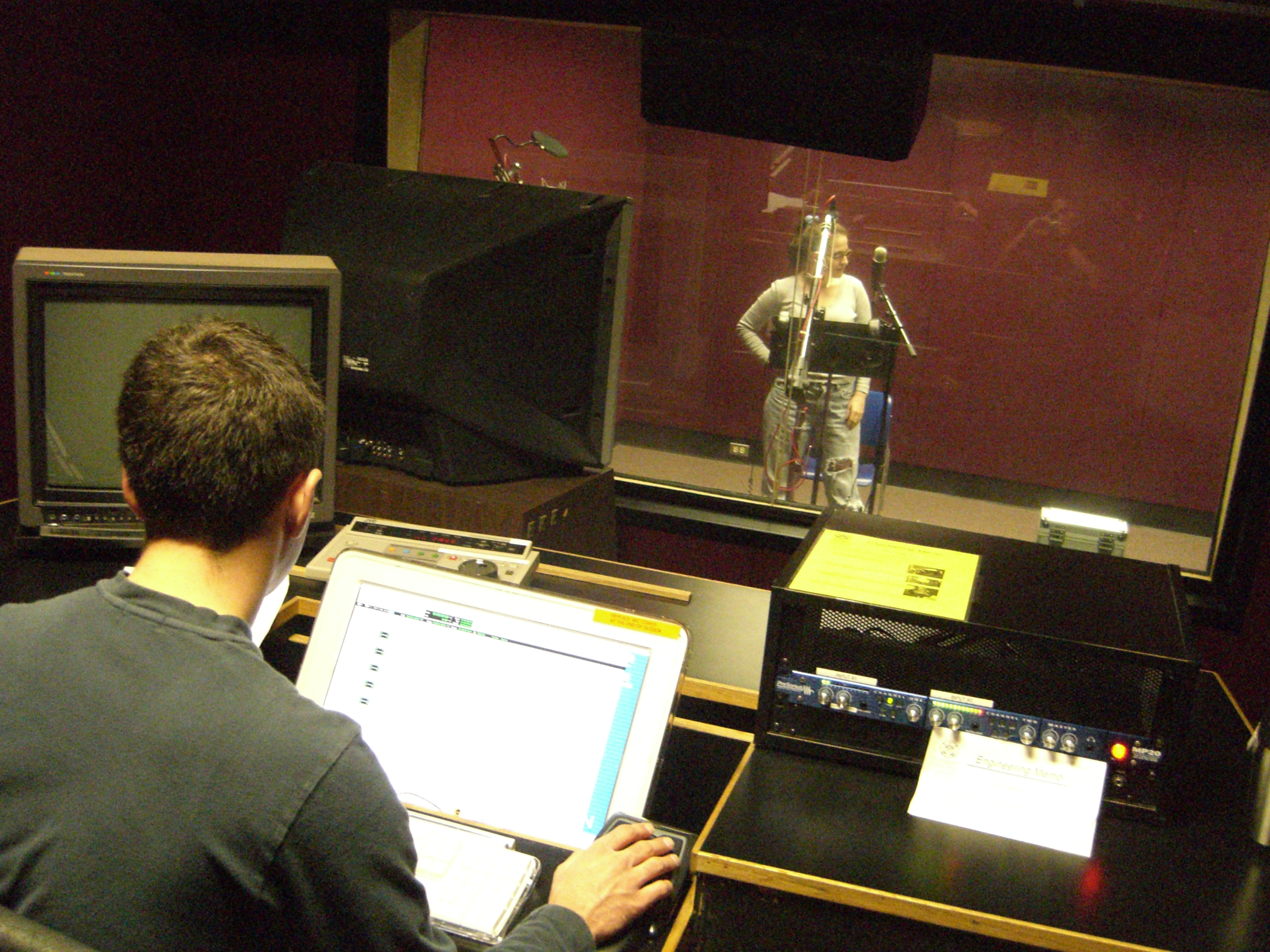
Um dublador (pelo microfone) grava uma trilha de sincronia labial para uma produção de vídeo animada. A sua parte vocal é gravada, os engenheiros de áudio colocarão seus vocais em uma produção de animação, para dar a impressão de que um personagem animado está falando.

Sincronia Labial (também conhecido como Lip Sync e Playback, em inglês) é um termo técnico para combinar os movimentos dos lábios com a voz e pode se referir a qualquer um de uma série de técnicas e processos diferentes. Também é assim chamada a técnica de dublagem que leva em consideração o movimento da boca do personagem no intuito de sincronizar este com a fala, dando uma sensação mais real ao espectador. Geralmente utilizado em animações mas também é aplicado em dublagens de pessoas com elas mesmas ou para outros idiomas e ainda em concertos ao vivo, nesse caso chamada de dublagem musical, é um atalho comumente utilizado, mas pode ser considerado controverso pois demonstra a tentativa do artista de disfarçar sua inexperiência ou indisposição de cantar ao vivo, sendo assim o Playback inclui também a voz do mesmo.